# Luxemburgo nos Jogos Olímpicos de Verão de 1912
Luxemburgo competiu nos Jogos Olímpicos de Verão de 1912, em Estocolmo, Suécia. Foi a primeira aparição oficial do país nos Jogos Olímpicos da Era Moderna, embora posteriormente tenha sido descoberto que um atleta luxemburguês competiu em 1900.

## Atletismo
Atletismo nos Jogos Olímpicos de Verão de 1912
Dois atletas representaram Luxemburgo na estreia olímpica do país. A posição de 17º lugar no arremesso de peso conseguida por Pelletier 17th foi o melhor desempenho do país.
As classificações dadas são nas eliminatórias dos eventos.
| Atleta           | Eventos             | Eliminatórias | Eliminatórias | Semifinal | Semifinal | Final       | Final       |
| Atleta           | Eventos             | Resultado     | Posição       | Resultado | Posição   | Resultado   | Posição     |
| ---------------- | ------------------- | ------------- | ------------- | --------- | --------- | ----------- | ----------- |
| Paul Fournelle   | Salto em distância  | N/A           | N/A           | Sem marca | 30        | Não avançou | Não avançou |
| Marcel Pelletier | Arremesso de peso   | N/A           | N/A           | 11.04     | 17        | Não avançou | Não avançou |
| Marcel Pelletier | Lançamento de disco | N/A           | N/A           | 33.73     | 33        | Não avançou | Não avançou |

## Ginástica
Individual geral masculino
- Antoine Wehrer - 15º, 117.25 pontos
- Pierre Hentges - 18º, 115.50 pontos
- Jean-Pierre Thommes - 22º, 110.75 pontos
- François Hentges - 23º, 110.50 pontos
- Emile Lanners - 24º, 109.75 pontos

Time, sistema europeu
quarto lugar, 35.95 pontos
- Nicolas Adam
- Charles Behm
- André Bordang
- Michel Hemmerling
- François Hentges
- Pierre Hentges
- Jean-Baptiste Horn
- Nicolas Kanivé
- Nicolas Kummer
- Marcel Langsam
- Emile Lanners
- Jean-Pierre Thommes
- François Wagner
- Antoine Wehrer
- Ferd Wirtz
- Joseph Zuang

Time, sistema livre
quinto lugar, 16.30 pontos
- Nicolas Adam
- Charles Behm
- André Bordang
- Jean-Pierre Frantzen
- Michel Hemmerling
- François Hentges
- Pierre Hentges
- Jean-Baptiste Horn
- Nicolas Kanivé
- Émile Knepper
- Nicolas Kummer
- Marcel Langsam
- Emile Lanners
- Maurice Palgen
- Jean-Pierre Thommes
- François Wagner
- Antoine Wehrer
- Ferd Wirtz
- Joseph Zuang